# Sven Melin (skådespelare)
Sven Melin, född 21 maj 1912 i Maria Magdalena församling i Stockholm, död 27 maj 1966 i Högalids församling i Stockholm, var en svensk skådespelare och sångare.

## Filmografi (urval)
- 1943 – En fånge har rymt
- 1945 – Rattens musketörer
- 1946 – Ebberöds bank
- 1952 – Janne Vängman i farten
- 1953 – Dumbom
- 1954 – Skrattbomben
- 1955 – Den glade skomakaren
- 1955 – Sista ringen
- 1956 – Främlingen från skyn
- 1956 – Sceningång
- 1957 – En drömmares vandring
- 1958 – Flottans överman
- 1959 – Åsa-Nisse jubilerar

## Teater

### Roller (ej komplett)
| År   | Roll                   | Produktion                                                     | Regi             | Teater                        |
| ---- | ---------------------- | -------------------------------------------------------------- | ---------------- | ----------------------------- |
| 1936 | Medverkande            | Heja folket, revy Harry Iseborg och Nisse Berggren             | Ragnar Klange    | Folkets hus teater            |
| 1936 |                        | 65, 66 och jag Axel Frische                                    | Ragnar Klange    | Folkets hus teater            |
| 1937 |                        | Va' händer hos Jonssons Siegfried Fischer                      |                  | Söders friluftsteater         |
| 1937 | Leopold Meyer, advokat | Här kommer jag Axel Frische och Fleming Lynge                  | Ragnar Klange    | Folkets hus teater            |
| 1943 |                        | Fattiga friare Gideon Wahlberg                                 | Gideon Wahlberg  | Tantolundens friluftsteater   |
| 1948 |                        | Kiki Hans Myller                                               |                  | Hippodromen                   |
| 1951 |                        | Karusellen på Björkeby Sigge Fischer                           | Sigge Fischer    | Tantolundens friluftsteater   |
| 1952 |                        | Han valsade en sommar Sigge Fischer                            | Sigge Fischer    | Tantolundens friluftsteater   |
| 1953 | Häst-Harry             | Änglar på Broadway Frank Loesser, Joe Swerling och Abe Burrows | Sven Aage Larsen | Oscarsteatern                 |
| 1954 | Pritschitsch           | Glada änkan Franz Lehár, Victor Léon och Leo Stein             | Lars Egge        | Oscarsteatern                 |
| 1954 |                        | Oh, mein Papa Erik Charell och Paul Burkhard                   | Hansjörg Boeger  | Södra Teatern                 |
| 1956 |                        | Kärlek och guldfeber Gideon Wahlberg                           | Gösta Jonsson    | Vanadislundens friluftsteater |
| 1957 |                        | Kärlek och guldfeber Gideon Wahlberg                           | Gösta Jonsson    | Vanadislundens friluftsteater |
| 1959 |                        | Julia tar hem potten Ingmar Billow och Stig Browall            | Stig Browall     | Tantolundens friluftsteater   |
| 1960 |                        | Våran station Ingmar Billow och Stig Browall                   | Ingmar Billow    | Tantolundens friluftsteater   |